# Edinburgh of the Seven Seas

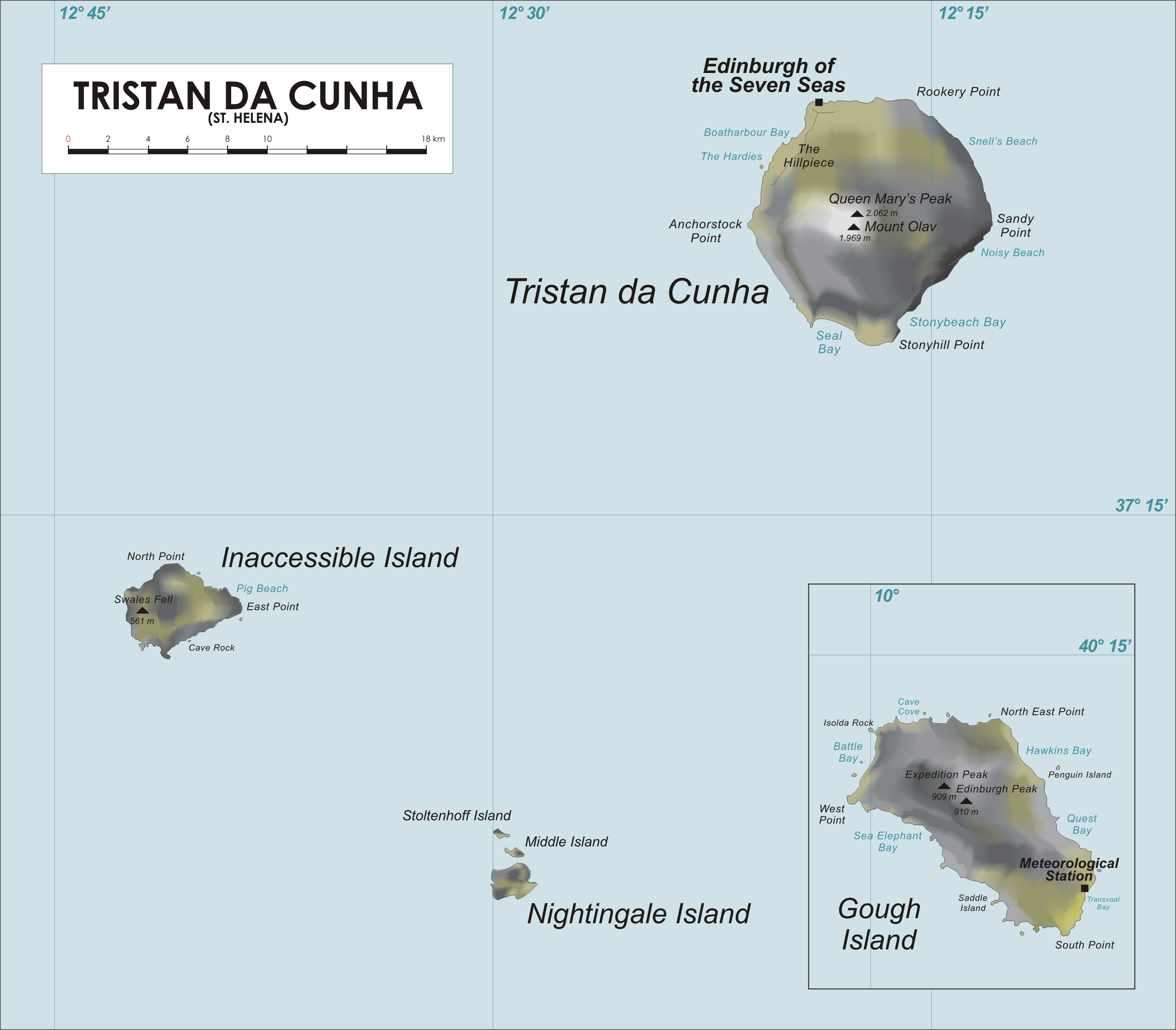
Harta Insulelor Tristan da Cunha

Edinburgh of the Seven Seas este o pitorească localitate situată pe insulele Tristan da Cunha, un arhipelag izolat în mijlocul vastului Ocean Atlantic de Sud. Acest mic oraș reprezintă un adevărat reper geografic, fiind recunoscut în Cartea Recordurilor Guinness ca cel mai izolat loc locuit de pe Pământ. Cu prima comunitate umană în vecinătatea sa, insula Sfânta Elena, aflându-se la o uimitoare distanță de 2.173 de kilometri peste apele oceanului.

## Istoric
Istoria localității Edinburgh of the Seven Seas este una plină de curaj și rezistență. A fost fondată în anul 1816, când un grup de aventurieri și coloniști a decis să se stabilească în acest colț retras al lumii. În ciuda izolării extreme, locuitorii au construit treptat o comunitate și s-au adaptat la viața în condiții aspre, transformând-o într-un centru administrativ important al insulelor Tristan da Cunha.

## Geografie
Localizat pe insula Tristan da Cunha, Edinburgh of the Seven Seas se bucură de un cadru natural deosebit. Insula este de origine vulcanică și este înconjurată de apele agitate ale Atlanticului de Sud. Peisajele sunt impresionante, cu vârfuri montane și peisaje dramatice de coastă, ceea ce contribuie la farmecul unic al localității.

## Climat
Climatul din Edinburgh of the Seven Seas este specific regiunii subantarctice. Verile sunt reci și umede, iar iernile sunt blânde. Temperaturile medii anuale sunt relativ scăzute, iar ploile sunt frecvente. Vânturile puternice și schimbările bruște ale vremii sunt caracteristice acestui climat, care a impus comunității locale să dezvolte strategii de supraviețuire și adaptare la condițiile severe.

## Infrastructură
Localitatea dispune de o serie de facilități esențiale pentru comunitatea sa, inclusiv Școala St. Mary, care asigură educația copiilor din zonă. De asemenea, există trei magazine pentru aprovizionare, 4 biserici (3 anglicane și 1 catolică) care servesc drept locuri de închinare și reflectare spirituală, și un port care facilitează transportul și legăturile cu lumea exterioară. Sediul administrației locale este, de asemenea, găzduit în această localitate izolată.

## Galerie de imagini

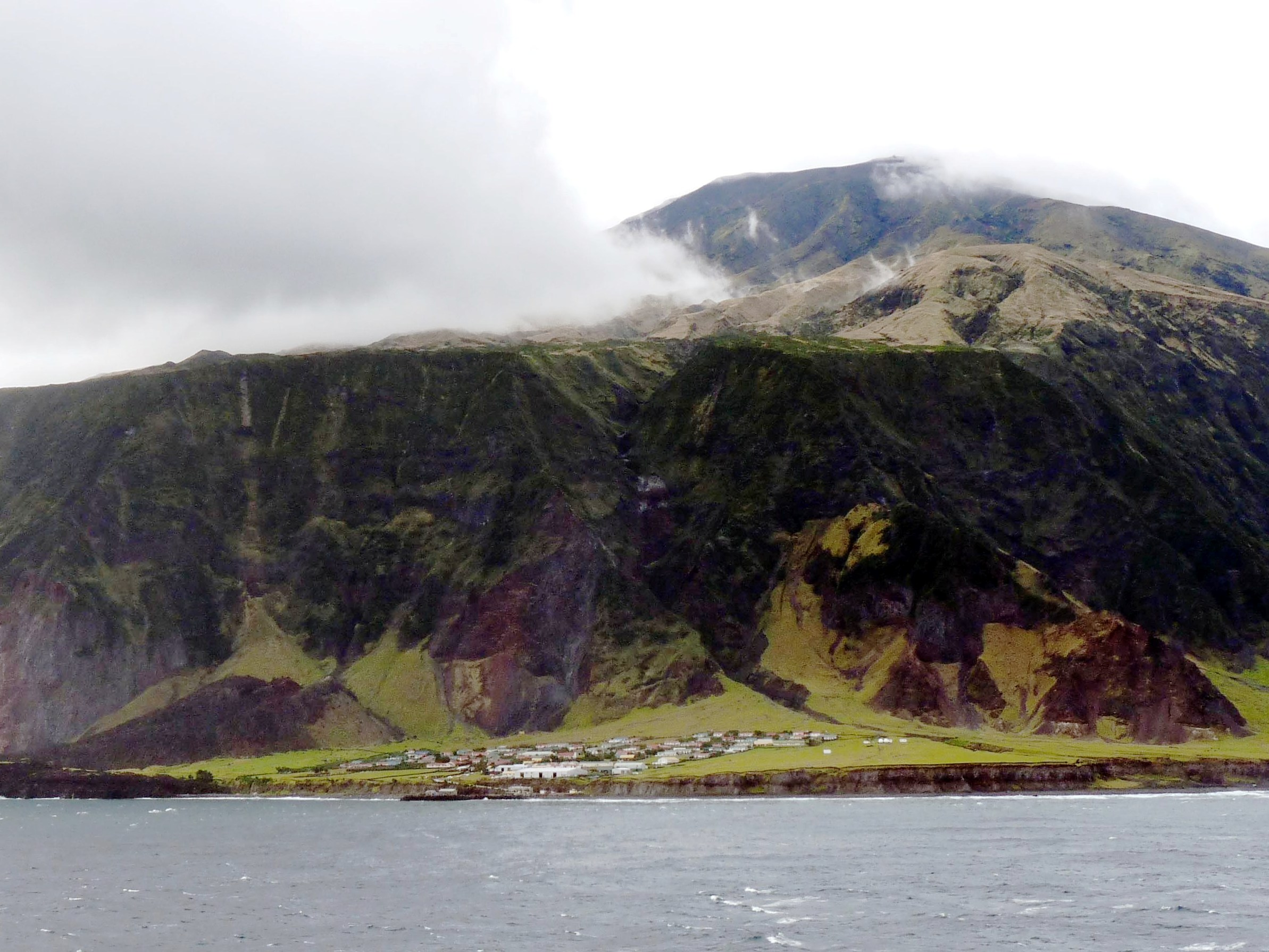
Edinburgh of the Seven Seas - Imagine din localitate
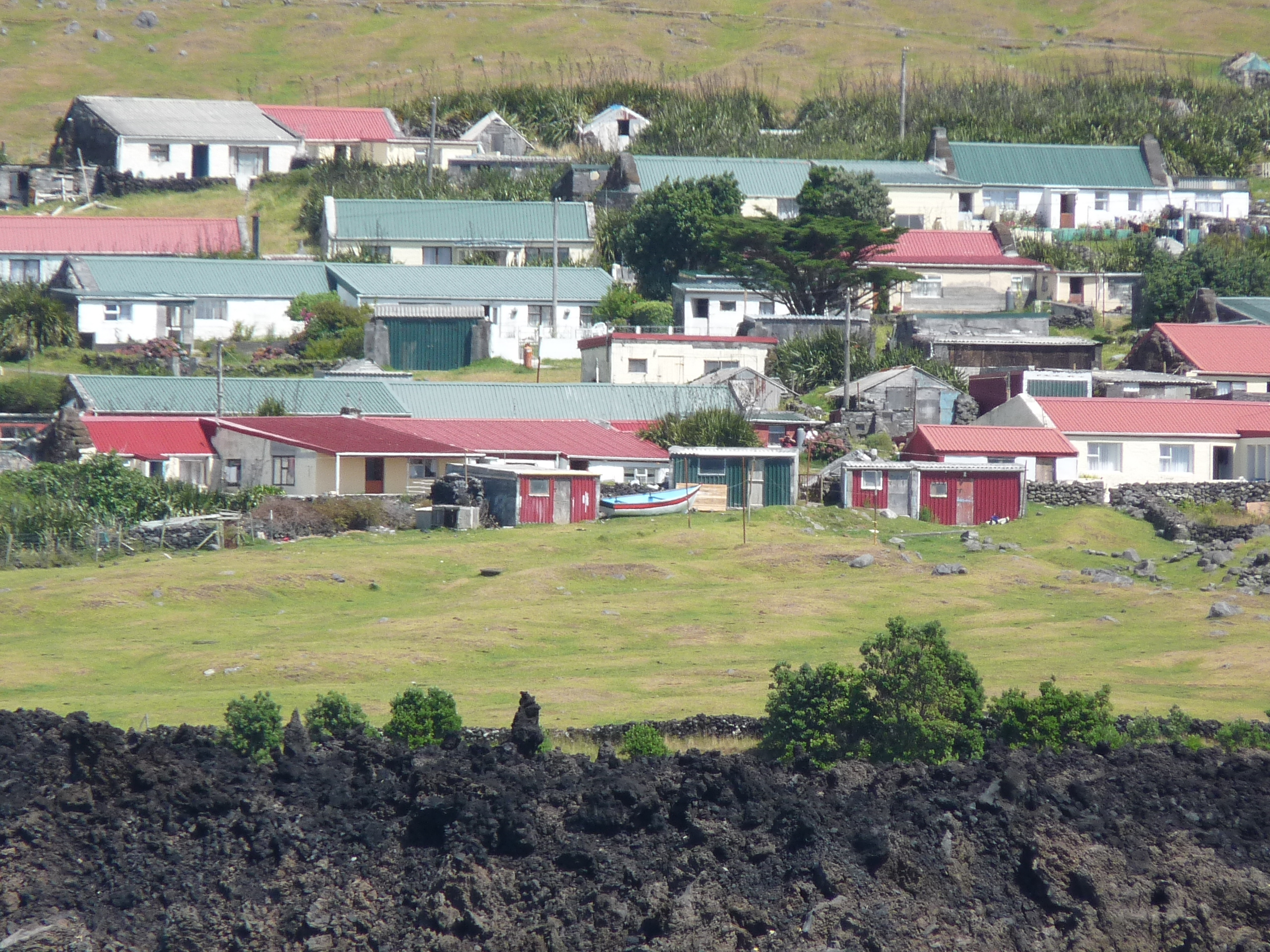
Peisaj urban în Edinburgh of the Seven Seas
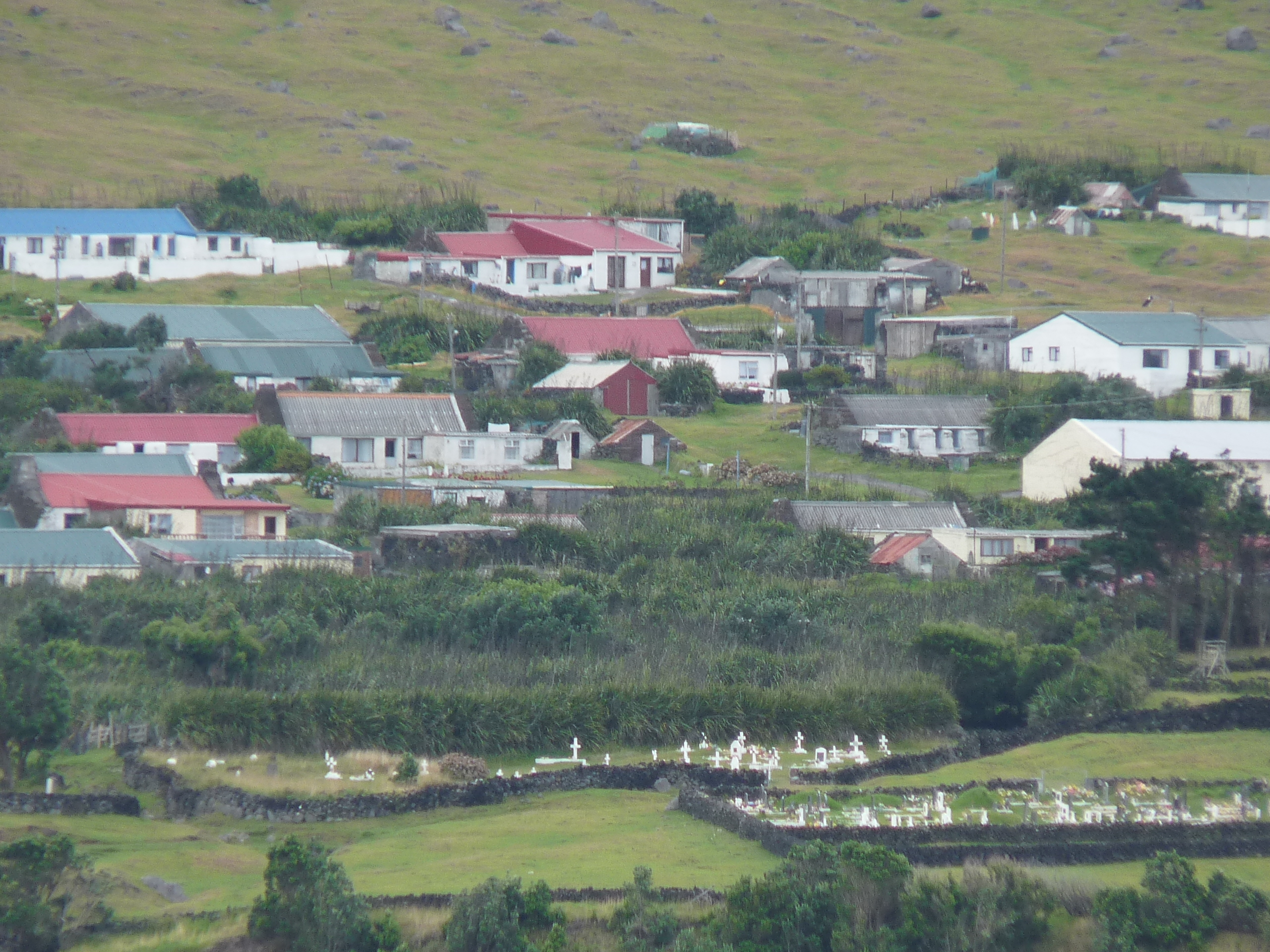
Spectaculoasa coastă din împrejurimile localității